# برونی (آیداهو)
برونی (به انگلیسی: Bruneau) یک منطقهٔ مسکونی در ایالات متحده آمریکا است که در شهرستان اوویهی، آیداهو واقع شده‌است. برونی ۷۷۶٫۹۴ متر بالاتر از سطح دریا واقع شده‌است.